# Cal Dalmasio
Cal Dalmasio és una obra d'Alcover (Alt Camp) protegida com a Bé Cultural d'Interès Local.

## Descripció
Edifici cantoner entre la plaça Cosme Vidal i el començament del carrer de la Crosteta. Consta de planta baixa, entresòl, dues alçades superiors i golfes. Al primer pis hi ha dos balcons, el central més gran que el del costat més proper al carrer de la Crosteta. Al seu costat esquerre hi ha una finestra. Per damunt d'aquest pis hi ha tres finestres de proporcions semblants.
La porta d'accés té un arc de mig punt amb dovelles grans, algunes d'elles en no gaire bon estat de conservació. Una finestra del primer pis i les del pis superior tenen un ampit que actua com una motllura, dibuixades com si fossin les d'una casa renaixentista. A l'altura del primer pis entre els dos balcons hi ha una inscripció quasi il·legible. També hi ha una altra petita inscripció al carrer de la Costeta que podria ser el nom del carrer pintat directament a la paret. La cantonada que limita amb el carrer de la Costeta es resol amb carreus de saldó vermell a mides desiguals.